# Землетрясение в проливе Дрейка (2010)
Землетрясение магнитудой 6,3 произошло 17 января 2010 года в 12:00:01 (UTC) в проливе Дрейка, в 351,7 км к юго-юго-востоку от ближайшего населённого пункта Ушуая на юге Аргентины. Гипоцентр землетрясения располагался на глубине 5 километров.
Согласно критериям геологической службы США это землетрясение было классифицировано как существенное (Коэффициент существенности = 612).

## Тектонические условия региона
В современной структуре дна Западной Антарктики отчетливо выделяются рифтовые зоны, формирующие целые системы, связанные с подъёмом мантийного вещества в зонах растяжения литосферных плит. В пределах континентальной части Западной Антарктиды отмечаются проявления континентального рифтогенеза — вдоль хребта Южный Скоша и пролива Брансфилд, которые связываются с внедрениями серии мантийных диапиров. Рифтогенные структуры присутствуют в проливе Дрейка и на прилегающих участках океанического ложа. Их слабая сейсмическая активность указывает на то, что либо развитие этих рифтовых зон было завершено, либо, начавшись недавно, оно (по каким-то причинам) было приостановлено.
Тектоническая эволюция южной Атлантики, пролива Дрейка и прилегающего тихоокеанского сектора определялась взаимодействием Южно-Американской и Антарктической плит. Раскрытие пролива Дрейка происходило в конце олигоцена — начале плиоцена, во время формирования тектонической структуры дуги Скоша. Последняя образовалась в результате спрединга морского дна, что привело к образованию новой океанической коры между плитой Скоша и Сендвичевой плитой. Континентальная кора, которая соединяет Южную Америку и Антарктический полуостров, в настоящее время разбита на большое количество отдельных блоков (фрагментов), которые распределены вокруг дуги Скоша.
Плита Скоша, имеющая сложную внутреннюю структуру, первоначально была сформирована в результате процессов спрединга в нескольких центрах. При этом оси спрединга имели разную ориентацию, а прекращение активности датируется около 9,5—5,0 млн лет тому назад. Среди основных тектонических структур здесь выделяются Западно-Скошский хребет, расположенный в западной части плиты Скоша, а также Скоша-Сендвичева осевая зона спрединга, которая в данное время является восточной границей плиты Скоша и где до сих пор происходят активные тектонические процессы. Южная граница плиты Скоша проходит по Южно-Скошскому хребту, а её западной границей является разлом Шеклтон — линейная структура Северо-западного простирания, имеющая сложное строение и разбитая многочисленными разломами. Зона разлома Шеклтон характеризуется положительным рельефом относительно окружающих областей и глубоким залеганием границы кора — мантия. Западно-Скошский хребет в районе, примыкающем к разлому Шеклтон, характеризуется асимметричным рельефом. Вследствие тектонической активизации граница кора — мантия здесь также залегает на относительно больших глубинах.

## Последствия
Землетрясение ощущалось в Пунта-Аренас (Чили). В результате землетрясения сведений о жертвах и разрушениях не поступало.